# Jaime de Yraolagoitia
Jaime de Yraolagoitia Robledo (Madrid, España, 4 de mayo de 1965 - Madrid, 28 de julio de 2006).
Filósofo, escritor y experto en nuevas tecnologías, fue uno de los pioneros de Internet en España y uno de los fundadores del portal Terra.
Licenciado en Filosofía Pura y Máster en Informática, dedicó gran parte de su vida a promover la Informática personal e Internet compartiendo sus conocimientos a través de numerosos libros y artículos y mediante sus múltiples iniciativas en el seno del portal Terra siempre con el objetivo principal de facilitar la utilización de los servicios a los usuarios.
Como autor de literatura técnica cabe destacar sus libros sobre sistemas operativos para ordenadores personales fundamentados sobre profundos análisis y que aún a día de hoy siguen siendo una referencia. Su marcado estilo propio, claro, directo y accesible le convirtió en uno de los escritores de textos técnicos de habla hispana más leídos y reconocidos.

## Biografía
Cursó estudios de Filosofía y Letras entre los años 1983 y 1988 en la Facultad de Filosofía de la Universidad Complutense de Madrid y fue allí donde tuvo su primer contacto con la Informática gracias a un IBM PC XT. Atraído como se sentía por la rama científica de la Filosofía, la Lógica y la Filosofía del Lenguaje, no dudó en iniciar un Máster en Informática en la Universidad Pontificia de Salamanca compatibilizando éste con sus estudios de Filosofía desde 1986 a 1988.
Al finalizar sus estudios se incorporó como Coordinador Técnico para la revista PC World en el grupo editorial IDG Communications iniciando así una prolífica carrera como autor de multitud de artículos técnicos publicados en las revistas PC World e iWorld enfocados principalmente a los sistemas operativos para ordenadores personales, el análisis de aplicaciones software, las redes de área local e Internet. Por aquella época publicó su primer libro sobre el sistema operativo MS-DOS versión 4, un pequeño manual con el que arranca una exitosa saga sobre las sucesivas versiones y nuevos sistemas operativos para ordenadores personales de Microsoft.
A mediados de la década de los noventa una generación de estudiantes de Informática y usuarios de ordenadores personales en España se había formado con sus libros y artículos convirtiéndole en uno de los escritores de literatura técnica más leídos y reconocidos pues su estilo propio, claro, directo y accesible le permitía llegar a numeroso público. En aquel momento, sin embargo, sus mayores éxitos como autor estaban por llegar y los cosechó con la publicación de sus libros sobre Windows 95 y Windows 98 que se convirtieron en auténticos best-sellers de la literatura informática española.
Sus libros sobre sistemas operativos fundamentados sobre profundos análisis en los que desgranaba al completo las aplicaciones y sus funcionalidades siguen siendo a día de hoy una referencia y están disponibles en los estantes de multitud de bibliotecas universitarias o en sitios tan dispares como la biblioteca del Instituto Cervantes de Tánger.
Inició su carrera docente en 1996 en el Instituto de Empresa de Madrid como Profesor de Sistemas de Información, actividad que mantuvo compatibilizándola con el resto de su carrera profesional.
En 1998 se incorporó al Grupo Telefónica dentro de Telefónica SCR como Director de Contenidos desde donde lideró la definición y puesta en marcha del primer gran proyecto en Internet del Grupo y que finalmente se materializaría en el portal Terra.
Verdadero alma máter del portal Terra desde junio de 1999 e impulsor incansable de iniciativas, fue bajo su dirección cuando éste alcanzó sus máximas cotas de popularidad convirtiéndose en líder absoluto en España y alcanzando un hito histórico tras otro en términos de audiencia a pesar de estar inmerso el sector en una fuerte crisis.
Fiel a su filosofía como autor, sus planteamientos siempre tenían como eje central al usuario final y como objetivo fundamental el hacer la información accesible y los servicios útiles y fáciles de usar por todo tipo de usuarios. No dudaba en revisar personalmente todos los productos con un minucioso y estricto control de calidad orientado a la mejora continua.
Se casó en 1999 con Cristina Tello Carrera con quien tuvo dos hijos, Javier y Jorge, nacidos en 2000 y 2002 respectivamente.
Sus conocimientos, visión y capacidad de trabajo le valieron el respeto y reconocimiento profesional llegando a desempeñar los cargos de Vicepresidente de Promoción de Negocio y Director de Planificación Estratégica de Terra Networks España y miembro del Consejo Editorial de IDG Communications, funciones en las que, al igual que en sus artículos, no dejó de trabajar hasta su fallecimiento en Madrid víctima de cáncer a la edad de 41 años.

## Artículos
Algunos artículos destacados de entre sus múltiples publicaciones:
- El futuro de Internet: El Ordenador IP - PCWorld, julio de 2006
- ¿Por qué Filosofía junto a Informática e Internet? - Desde mi silla, Blog personal, junio de 2006 (enlace roto disponible en Internet Archive; véase el historial, la primera versión y la última).
- ERROR: Fallo en modelo de negocio - convergence@IE, febrero de 2006
- Internet Explorer 5 - iWorld, enero de 1999
- Instalar y configurar una red en Windows 95/98 - PCWorld, diciembre de 1998
- Curso básico de HTML - PCWorld, enero a marzo de 1998 Archivado el 29 de septiembre de 2007 en Wayback Machine.
- Comparativa de Programas de Correo Electrónico - iWorld, enero de 1997